# Anton Moro
Anton Lazzaro Moro (San Vito al Tagliamento 1687, 1764) fue un abad italiano, geólogo y naturalista. Fue uno de los principales defensores de plutonismo en el debate inicial que enfrentó a plutonismo contra neptunismo, siendo descrito por algunos autores como un ultraplutonista. Fue el primero en discriminar las rocas sedimentarias de las volcánicas mediante el estudio de las rocas de las islas volcánicas. En su estudio de los crustáceo , descubrió los fósiles petrificados en las montañas que lo llevaron a deducir que esas rocas estuvieron alguna vez enterradas en el mar.

## Biografía
De una familia modesta, emprendió una carrera eclesiástica en el seminario de Portogruaro y en 1710 fue ordenado sacerdote. En los años siguientes profundizó sus estudios de anatomía, fisiología, literatura, matemáticas, mecánica e historia natural. En 1721 se hizo cargo del seminario de Feltre, donde también dirigió la enseñanza de la filosofía.
Posteriormente abrió un internado privado en Portogruaro (actualmente Collegio Marconi) en el seminario donde estudió, tras lo que se trasladó a San Vito, donde continuó su función educadora hasta el cierre del instituto en 1758. Fue nombrado gobernador civil de Corbolone, un cargo que mantuvo casi hasta su muerte. Gracias a sus estudios sobre ciencias naturales, mantuvo correspondencia con muchos científicos contemporáneos. Su volumen De Crustacea fue traducido al alemán en Leipzig en 1751.
Moro es considerado uno de los principales pioneros de la paleontología moderna, y también fue el primero en plantear la hipótesis de la tectónica de placas para dar una explicación de por qué aparecen fósiles de crustáceos marinos a altitudes superiores a 3000 m.

## Libros
- 1740, De' crostacei e degli altri Marini corpi che si truovano su' monti

## Eponimia
- El Mons Moro, una montaña de la Luna, lleva este nombre en su honor.[4]